# 방글라데시의 로마 가톨릭 교구 목록
방글라데시의 로마 가톨릭 교구는 2개 관구에2개 관구장좌 대교구와 6개 일반교구로 구성된다

## 교구

### 다카 관구(Province of Dhaka)
- 다카 관구장좌 대교구( Archdiocese of Dhaka)
- 디니지푸르 교구( Diocese of Dinajpur)
- 미멘싱 교구( Diocese of Mymensingh)
- 라지샤히 교구( Diocese of Rajshahi)
- 실렛 교구( Diocese of Sylhet)

### 치타공 관구(Province of Chittagong)
- 치타공  대교구(Archdiocese of Chittagong)
- 쿨나 교구( Diocese of Khulna)
- 바리살 교구 (Diocese of Barisal)